# Liz Aronsohn
Liz Aronsohn (* 18. April 1965) ist eine US-amerikanische Badmintonspielerin schwedischer Herkunft. 

## Karriere
Liz Aronsohn wurde 1991 erstmals US-amerikanische Meisterin. Weitere Titelgewinne folgten 1994 und 1995. 1991 und 1993 nahm sie an den Badminton-Weltmeisterschaften teil.

## Sportliche Erfolge
| Saison | Veranstaltung              | Disziplin   | Platz | Name                            |
| ------ | -------------------------- | ----------- | ----- | ------------------------------- |
| 1989   | Makkabiade 1989            | Dameneinzel | 1     | Liz Aronsohn                    |
| 1989   | Makkabiade 1989            | Damendoppel | 1     | Anne Méniane / Liz Aronsohn     |
| 1991   | USA: Einzelmeisterschaften | Dameneinzel | 1     | Liz Aronsohn                    |
| 1994   | USA: Einzelmeisterschaften | Damendoppel | 1     | Andrea Andersson / Liz Aronsohn |
| 1995   | USA: Einzelmeisterschaften | Damendoppel | 1     | Andrea Andersson / Liz Aronsohn |